# Шайхутдинов, Рифат Габдулхакович
Рифа́т Габдулха́кович Шайхутди́нов (род. 23 декабря 1963, Оха, Сахалинская область, РСФСР, СССР) — российский политик. Депутат Государственной Думы IV, V, VII и VIII созывов с 7 декабря 2003 года. Член фракции ЛДПР с 2021 года.
Председатель Федерального политического комитета партии «Гражданская платформа» с 2014 года.
Из-за вторжения России на Украину, находится под санкциями всех стран Евросоюза, США, Великобритании и ряда других государств.

## Биография
Родился 23 декабря 1963 года в Охе (Сахалинская область). Семья родом из Башкортостана и Татарстана.
Работал в городе Набережные Челны на предприятиях КАМАЗа. Окончил три курса Ейского высшего военного авиационного училища лётчиков имени В. М. Комарова, член ВЛКСМ.
В 1986 году окончил Киевский государственный институт физической культуры, член КПСС.
С 1983 г. активный участник Московского Методологического кружка под руководством Г. П. Щедровицкого.
С 1987 г. участник и организатор первых демократических выборов директоров на заводе РАФ, АПОДП, Артек, БАМ и др.
В начале 1990-х годов работал директором лаборатории методологии гуманитарных исследований в Санкт-Петербурге, заведующим отделением конфликтологии философского факультета Санкт-Петербургского государственного университета.
В 1992—1997 годах — директор Центра экспертизы Управления Госкомимущества по Северо-Западному округу.
С 1993 года занимался бизнес-консультированием.
С 1996 года занимался бизнесом, занимал должности председателя совета директоров Транспортно-клиринговой палаты и генерального директора Главного агентства воздушных сообщений России.
В 2003—2011 годах — депутат IV и V созывов Государственной Думы, избранный по партийному списку партии ЛДПР.
В 2016—2021 годах — депутат Государственной думы РФ VII созыва по Нефтекамскому одномандатному избирательному округу № 6 Республики Башкортостан «Гражданская Платформа».
В 2021 году на выборах в Государственную Думу VIII созыва был избран по Нефтекамскому одномандатному избирательному округу № 6 как представитель от политической партии «Гражданская платформа». 46,58 % голосов избирателей, посетивших участки в дни голосования были отданы за Рифата Шайхутдинова.

### ЛДПР
По итогам выборов в ходе распределения мандатов стал депутатом Госдумы РФ 4-го созыва. Был заместителем председателя Комитета по энергетике, транспорту и связи, заместителем председателя Комитета по делам СНГ и связям с соотечественниками.
В 2003—2005 годах участвовал в качестве наблюдателя от Госдумы РФ в событиях в Узбекистане (наманганские события) и на Украине (оранжевая революция).
По итогам выборов в ходе распределения мандатов стал депутатом Государственной думы пятого созыва. Входил в состав комитета по конституционному законодательству и государственному строительству. Был членом постоянной комиссии Межпарламентской ассамблеи СНГ по изучению опыта государственного строительства и местного самоуправления. Был членом Межпарламентской комиссии по сотрудничеству между Федеральным Собранием России и Верховной Радой Украины.
В сентябре 2008 года Шайхутдинов утверждал, что вторжение Грузии в осетинскую республику было «запланированной акцией американских агрессоров», которую президент Саакашвили поспешил реализовать без помощи Запада.
11 октября 2021 года вошёл во фракцию ЛДПР в Государственной Думе.

### Уголовное дело
В 2004 году против Шайхутдинова было возбуждено уголовное дело, его подозревали в преднамеренном банкротстве «Главного агентства воздушных сообщений гражданской авиации», а также в растрате.
В 2007 году председатель СКП Александр Бастрыкин обращался в Госдуму с запросом о снятии неприкосновенности и возбуждении уголовного дела против Шайхутдинова, но обращение осталось без ответа.
Когда в Госдуму поступило официальное представление Генпрокуратуры о лишении депутата неприкосновенности, либерал-демократы отказались сделать это. Тогда глава Следственного комитета публично обвинил думцев в том, что они препятствуют привлечению депутата к уголовной ответственности за причинение многомиллионного ущерба государству.
В 2011 году уголовное дело было прекращено в связи с истечением сроков давности, в ноябре 2016 года расследование дела было возобновлено, а затем постановление о возобновлении было «прекращено как незаконное и необоснованное».

### Правое дело
В 2011 году Шайхутдинов стал соратником Михаила Прохорова, возглавил исполком «Правого дела».
В дальнейшем Шайхутдинов был одним из руководителей предвыборной кампании Прохорова на выборах Президента России в 2012 году, на которых он занял 3-е место, и стал одним из учредителей новой партии «Гражданская Платформа».

### Гражданская платформа
27 октября 2012 года на съезде партии «Гражданская Платформа» был избран в её Федеральный политический комитет (ФПК). В марте 2014 года избран председателем ФПК партии «Гражданская Платформа».
В марте 2015 года в связи с требованием части региональных отделений принять официальную позицию партии о признании аннексии Крыма Россией и исключить из состава Федерального Гражданского комитета (ФГК) партии музыканта Андрея Макаревича «за его антироссийские высказывания», Прохоров и другие члены ФПК отстранили Шайхутдинова с поста председателя Политкомитета. При этом сам Прохоров, Макаревич и другие члены ФГК ушли из партии, а Шайхутдинов провёл 17 апреля 2015 года внеочередной съезд «Гражданской Платформы», и по его итогам вновь был избран председателем Федерального Политического комитета партии. Своей задачей ставил провести партию в Государственную думу, поддерживая при этом курс президента Путина.
На выборах в Государственную думу Федерального Собрания РФ VII созыва избран депутатом по шестому Нефтекамскому одномандатному избирательному округу, Республика Башкортостан (выдвинут от партии «Гражданская Платформа»). Шайхутдинова поддержали 146 тыс. 324 избирателя (47,19 %), отрыв от ближайшего соперника — 26 %. «Единая Россия» не выдвинула кандидата.
После победы и прохождения в Госдуму Шайхутдинов заявил, что не планирует входить в какую-либо фракцию в новом составе Думы и будет представлять исключительно интересы избирателей партии «Гражданская Платформа» и жителей Нефтекамского избирательного округа. Заработную плату депутата он планирует направлять на реализацию общественных проектов, реализуемых партией и в интересах жителей округа.
В 2016 году в период избирательной кампании в Государственную Думу, партия во главе с Рифатом Шайхутдиновым, выдвинула идеи анти-ельцинизма. В этом же году перед Ельцин-центром, провёл акцию «Эпоха Ельцина — эпоха позора».

### Деятельность в Государственной Думе РФ
В Государственной Думе РФ 7-го созыва Шайхутдинов отвечает за развитие предпринимательства и самозанятых, входит в состав Комитета Государственной Думы по экономической политике, промышленности, инновационному развитию и предпринимательству. Также депутат возглавляет созданный им Экспертный совет по вопросам малого и среднего предпринимательства и самозанятости. Экспертным советом был разработан перечень мероприятий для корректировки паспорта национального проекта «Малое и среднее предпринимательства и поддержка индивидуальной предпринимательской инициативы» и антикризисные мероприятия по поддержке бизнеса во время пандемии. В ноябре 2020 года по инициативе Шайхутдинова в Государственной Думе РФ 7-го созыва была создана межфракционная рабочая группа «Законодательная поддержка импортозамещения и создания рынков для отечественного бизнеса». Он же стал и её председателем. Всего в состав группы входит 8 депутатов от всех фракций Государственной Думы РФ 7-го созыва. Главная цель создания рабочей группы — подготовка согласованных предложений, направленных на совершенствование законодательства в сфере поддержки импортозамещения и создания рынков для отечественного бизнеса.
В июне 2020 года Шайхутдинов внёс резонансный законопроект по корректировке 210 статьи Уголовного кодекса РФ о выводе бизнеса из-под статьи об организации преступных сообществ. Позже она была доработана Правительством Российской Федерации с учётом требований президента. Законопроект об изменении 210 статьи УК РФ был окончательно принят Государственной Думой РФ и подписан президентом в марте 2020 года.
Поддержал проект поправок в Конституцию Российской Федерации, голосование по которым проводилось в июне—июле 2020 года.

### Работа в Республике Башкортостан
В Республике Башкортостан Шайхутдинов является куратором рабочей группы по реализации национального проекта «МСП и поддержка индивидуальной предпринимательской инициативы». В 2019 году по его инициативе в Уфе прошли две Стратегические сессии Корпорации МСП, по итогам которых для предпринимателей были привлечены более 2,7 млрд рублей.
Во время пандемии созданный депутатом Благотворительный фонд «Общее дело», закупил для 11 районных и городских больниц Башкортостана рециркуляторы воздуха. Приборы поступили в Нефтекамск, Агидель, Октябрьский, в Илишевский, Туймазинский, Янаульский, Краснокамский, Калтасинский, Дюртюлинский, Бакалинский и Шаранский районы. Также фонд направил полицейским Нефтекамска, Октябрьского, Илишевского и Туймазинского районов несколько сотен комплектов многоразовых масок.

### Деятельность в Нефтекамском округе
Для работы в округе Шайхутдинов учредил благотворительный фонд «Общее дело», в попечительский совет которого также входят руководители предприятий округа. В фонд Шайхутдинов перечисляет часть своей зарплаты депутата. Собранные средства направляются на реализацию инициатив жителей округа — строительство детских площадок, ремонт и обустройство спортивных площадок и футбольных полей, восстановление памятников Великой Отечественной войны и другие инициативы. В 2019 году софинансирование из фонда получили более 15 проектов ППМИ. Всего за несколько лет работы фонд оказал помощь более чем на 5 млн рублей. На постоянной основе фонд работает с благотворительными проектами Нефтекамского округа: центром помощи «Ковчег» в Туймазах, магазином для малоимущих «Сундук добра» в Нефтекамске, фондом «Бумеранг добра» и другими.
В 2019 году в городе был сохранён Нефтекамский филиал БашГУ, за что также активно выступал Шайхутдинов на федеральном и республиканском уровнях.

### Голосование против пенсионной реформы
При рассмотрении Государственной Думой ФС РФ законопроекта о пенсионной реформе Шайхутдинов вошёл в число депутатов, которые в первом чтении голосовали против её принятия.Во втором и третьем чтениях он воздержался от голосования, потому что выразил своё неприятие законопроекта ещё в первом чтении. В СМИ вышло несколько материалов, в которых ошибочно говорилось о том, что Шайхутдинов голосовал за принятие реформы. Позже все СМИ опубликовали опровержения. Также на пленарном заседании Государственной Думы 19 июля 2018 года, посвящённого рассмотрению в первом чтении проекта Федерального закона «О внесении изменений в отдельные законодательные акты Российской Федерации по вопросам назначения и выплаты пенсий» (в части повышения нормативного пенсионного возраста) Шайхутдинов перед министром труда и социальной защиты Максимом Топилиным заявил о провальности концепции Пенсионного фонда и предложил провести полное реформирование пенсионной системы в России.

## Санкции
25 февраля 2022 года, на фоне вторжения России на Украину, включён в санкционный список стран Евросоюза в ответ на решение России признать территории Донецкой и Луганской областей Украины и на решение об отправке туда российских войск.
11 марта 2022 года внесён в санкционный список Великобритании «за признание независимости двух сепаратистских регионов в Украине».
30 сентября 2022 года был внесён в санкционный список США в ответ на «фиктивные референдумы» и «аннексию территорий Украины российскими оккупационными силами». Государственный департамент отмечает что депутаты единогласно приняли закон о фейках, а некоторые депутаты сыграли ключевую роль в распространении российской дезинформации о войне.
23 февраля 2023 года включён в санкционный список Канады «соратников режима», так как он «голосовал за законодательство связанное с вторжением и попыткой аннексии четырех регионов Украины».
По аналогичным основаниям также находится в санкционных списках Швейцарии, Австралии, Японии, Украины и Новой Зеландии.

## Собственность
Шайхутдинову принадлежит около 47% компании «Универсальная финансовая система», официальном дистрибьюторе российских и европейских ж/д и авиаперевозчиков. На 2020 год ему принадлежало 1,5 тысячи кв.м. земли в Тверской области, квартира в 433,2 кв.м. в Санкт-Петербурге, а также 8,7 тысяч кв. м. в хуторе в Финляндии. Супруге принадлежит дом в Италии площадью 310 кв.м..

## Личная жизнь
Супруга: Гюзель Исмагилова, у пары шестеро детей и двое внуков

## Литературная деятельность
Написал четыре книги: «Охота на Власть» (2006), «Политика позитивного класса» (2007), «Стратегия: права человека и гражданина» (2009), «Неопартизм» (2012).
В 2005 году прочитал лекцию в рамках проекта Публичные лекции «Полит.ру», где затронул тему «оранжевых революций».

## Награды и звания
Награждён медалями «В память 850-летия Москвы», «В память 1000-летия Казани», юбилейной медалью «100 лет со дня учреждения Государственной Думы в России», медалью «80 лет гражданской авиации».
Почётный работник транспорта России.
Благодарность Правительства Российской Федерации (16 декабря 2019 года) — за большой вклад в развитие российского парламентаризма и активную законотворческую деятельность